# Lumbrineris hemprichii
Lumbrineris hemprichii är en ringmaskart som beskrevs av Grube 1870. Lumbrineris hemprichii ingår i släktet Lumbrineris och familjen Lumbrineridae. Inga underarter finns listade i Catalogue of Life.